# Ingeborg Colin
Ingeborg Colin (Joinville, 15 de fevereiro de 1921) é uma política brasileira.
Filha de Otto Colin e de Ingeborg Hermann Colin. Casou com Cláudio Barbosa Lima. Irmã de João Colin (prefeito de Joinville e deputado estadual na Assembleia Legislativa de Santa Catarina). Seu sobrinho, Pedro Colin, filho adotivo de João, também foi parlamentar na mesma assembleia e deputado federal.
Em 1958 foi candidata para uma das vagas de deputada estadual à Assembleia Legislativa de Santa Catarina (ALESC), pelo Partido Trabalhista Brasileiro (PTB), obtendo 3.178 votos válidos. Ficou na posição de 1ª suplente e foi convocada para a 4ª Legislatura (1959-1963) em três ocasiões, no total de 180 dias.